# Falucho Plutón
Entre otras embarcaciones similares, el Falucho Plutón fue un barco notable por sus prestaciones. Se trataba de un "falucho elástico" construido el 1832 en Arenys de Mar.
Navegó haciendo funciones de guardia costera («resguardo marítimo») con base en Benidorm.

## Características náuticas
Las cualidades del Plutón, desde el punto de vista náutico, fueron destacadas por el teniente de navío Pedro Riudavets. Este experto navegante menorquín tradujo un tratado de construcción de velas (Sails and Sailmaking. Robert Kipping), añadiendo muchos aspectos sobre velas latinas que no constaban en el original: Elementos de construcción de velas.
Sobre el Plutón, afirmaba que era uno de los mejores faluchos construidos en las costas catalanas; incluso indicó las proporciones del casco y aparejo que permitían unos resultados tan destacados. Básicamente una buena velocidad y una gran capacidad de ceñida (4,5 cuartas). La dedicación e interés de Riudavets por las embarcaciones de "resguardo marítimo" parece demostrada por su donación de tres modelos al Museo Naval.

## Dimensiones
Las dimensiones indicadas en la tabla se basan en las dimensiones que figuran en la obra de referencia, originalmente publicadas en pies de Burgos ( 1 pie = 0,278635 m ). La importancia de esta unidad de medida en la construcción naval radica en los documentos oficiales sobre los barcos.
| Medidas                                        | Pies de Burgos | Metros |
| ---------------------------------------------- | -------------- | ------ |
| Eslora                                         | 78             | 21,06  |
| Manga                                          | 23,5           | 6,345  |
| Puntal                                         | 7,4            | 1,998  |
| Palo mayor                                     | 79             | 21,33  |
| Palo de mesana                                 | 55             | 14,85  |
| Botalón                                        | 53,04          | 14,32  |
| Caza-escota                                    | 42,9           | 11,58  |
| Antena mayor                                   | 132,6          | 35,80  |
| Antena de mesana                               | 71,6           | 19,33  |
| Car mayor                                      | 74,88          | 20,22  |
| Pena de la mayor                               | 105,30         | 28,43  |
| Calado palo mayor bajo cubierta                | 8              | 2,16   |
| Calado palo de mesana                          | 6              | 1,62   |
| Distancia del palo mayor a proa del centro     | 2              | 0,54   |
| Distancia del palo de mesana a popa del centro | 34             | 9,19   |
| Interior del botalón                           | 10             | 2,7    |
| Interior del cazaescotas                       | 6              | 1,62   |
| Ángulo del palo mayor con la vertical          | 18 grados      |        |
| Ángulo palo de mesana hacia popa               | 5 grados       |        |
| Ángulo del botalón con la horizontal           | 15 grados      |        |

El Pluton se construyo en 1832, en el astillero de Salvador Busquets, en la playa de Arenys de Mar. Salvador Busquets y Casanovas, fue el constructor naval más importante de Arenys de Mar del siglo XIX y se le considera uno de los más expertos de Cataluña. Su producción naval fue copiosa, especialmente de embarcaciones de altura y gran envergadura.

## Tareas profesionales
La labor del Plutón como barco de aduanas se realizó para una empresa de Benidorm, Ors y García, fundada en 1835 a las órdenes de Gaspar Ortuño. En 1844 el Plutón pertenecía a la Marina española.

## Comparación con faluchos actuales
En los siglos XIX y XX había dos tipos de falucho: los faluchos utilitarios (destinados al transporte ordinario) y los faluchos rápidos llamados elásticos (destinados a funciones de guardacostas, al corso, al contrabando y a transportes importantes). Los faluchos elásticos tenían líneas más finas, mayor superficie vélica y velas de formas más esbeltas. Las imágenes siguientes muestran dos embarcaciones aparejadas de falucho todavía en estado de navegación. En lo que se refiere a las formas y aparejo podrían considerarse faluchos utilitarios. El Plutón tenía una eslora de 21 metros.

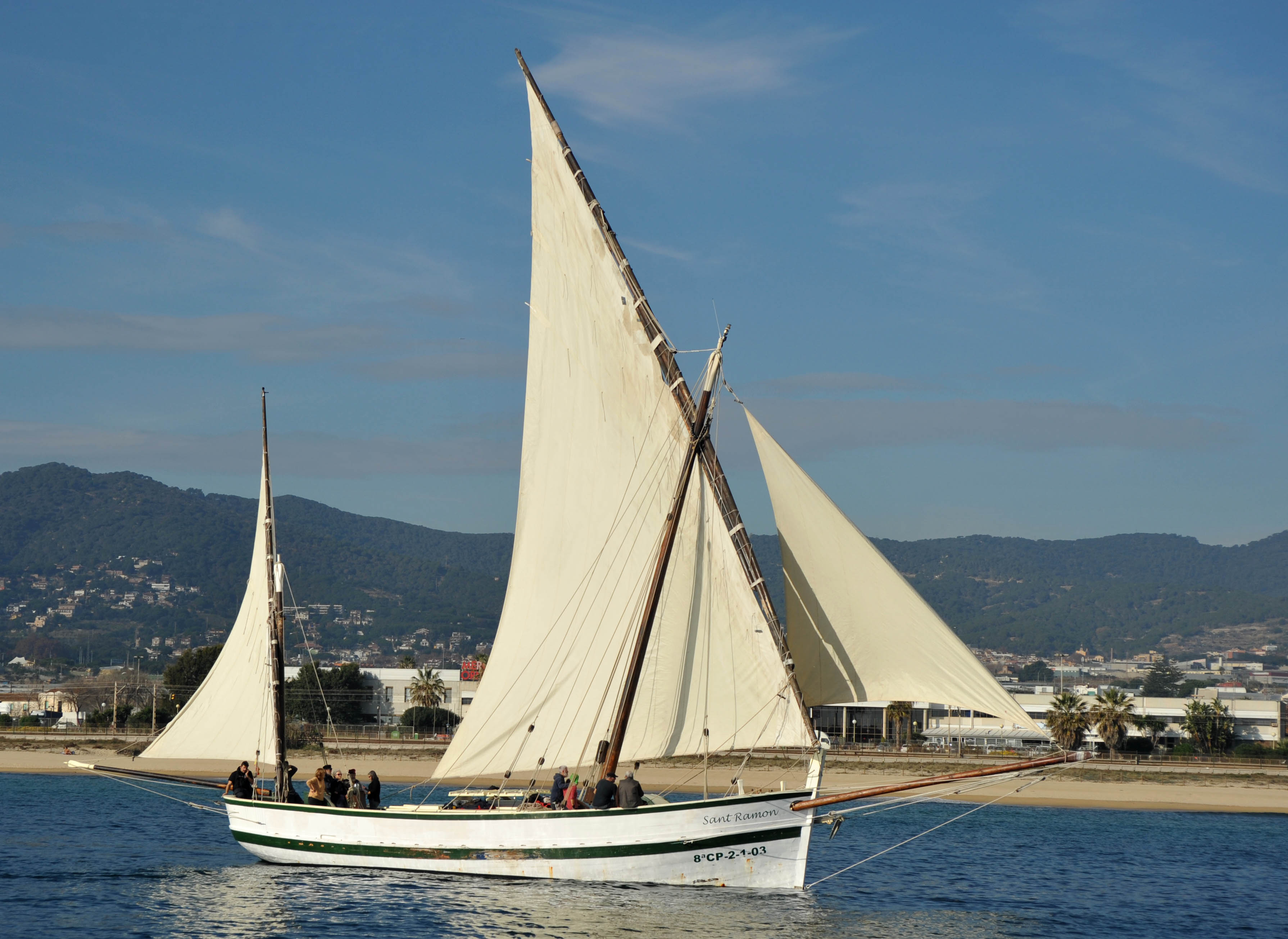
Falucho Sant Ramon. Eslora 15,50 m.
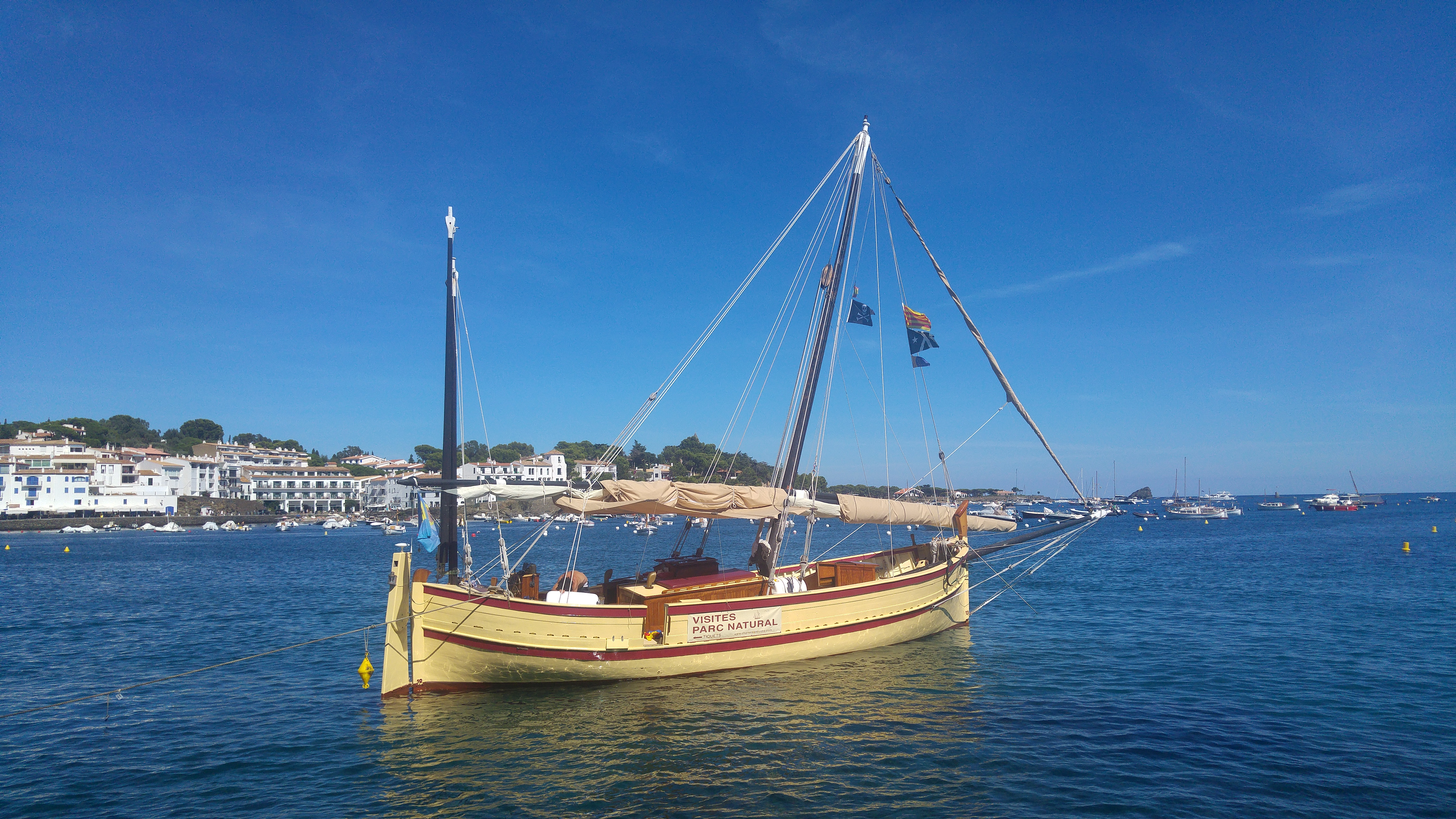
Falucho Sant Isidre. Eslora 14, 65 m.